# Régiment Royal-Normandie cavalerie
Pour les articles homonymes, voir régiment de Broglie et régiment de Rohan.
Le régiment Royal-Normandie cavalerie est un régiment de cavalerie du royaume de France, de la République française et du Premier Empire, créé en 1674.

## Création et différentes dénominations
- 1er mars 1674 : création du régiment de Broglie cavalerie
- 1676 : renommé régiment de Charlus cavalerie
- 30 décembre 1689 : renommé régiment de Lévis cavalerie
- 28 mars 1704 : renommé régiment de La Vaupalière cavalerie
- 1707 : renommé régiment du Bessay cavalerie
- 1713 : renommé régiment de Novion cavalerie
- 1717 : renommé régiment de Charlus cavalerie
- 1723 : renommé régiment de Lévis cavalerie
- 8 juin 1744 : renommé régiment de Rohan cavalerie
- janvier 1749 : renommé régiment d’Henrichemont cavalerie
- 1759 : renommé régiment d’Escouloubre cavalerie
- 1er décembre 1761 : renforcé par incorporation du régiment de Poly cavalerie et renommé régiment Royal-Normandie cavalerie[1]
- 1er janvier 1791 : renommé 19e régiment de cavalerie
- 1792 : renommé 18e régiment de cavalerie après la désertion du 15e (ex régiment Royal-Allemand cavalerie)
- 24 septembre 1803 : transformé en dragons, le 27e régiment de dragons
- 1814 : licencié

## Équipement

### Étendards
4 étendards « de ſoye jaune, Soleil au milieu brodé en or, & frangez d’or ».

Avers et revers identique

### Habillement

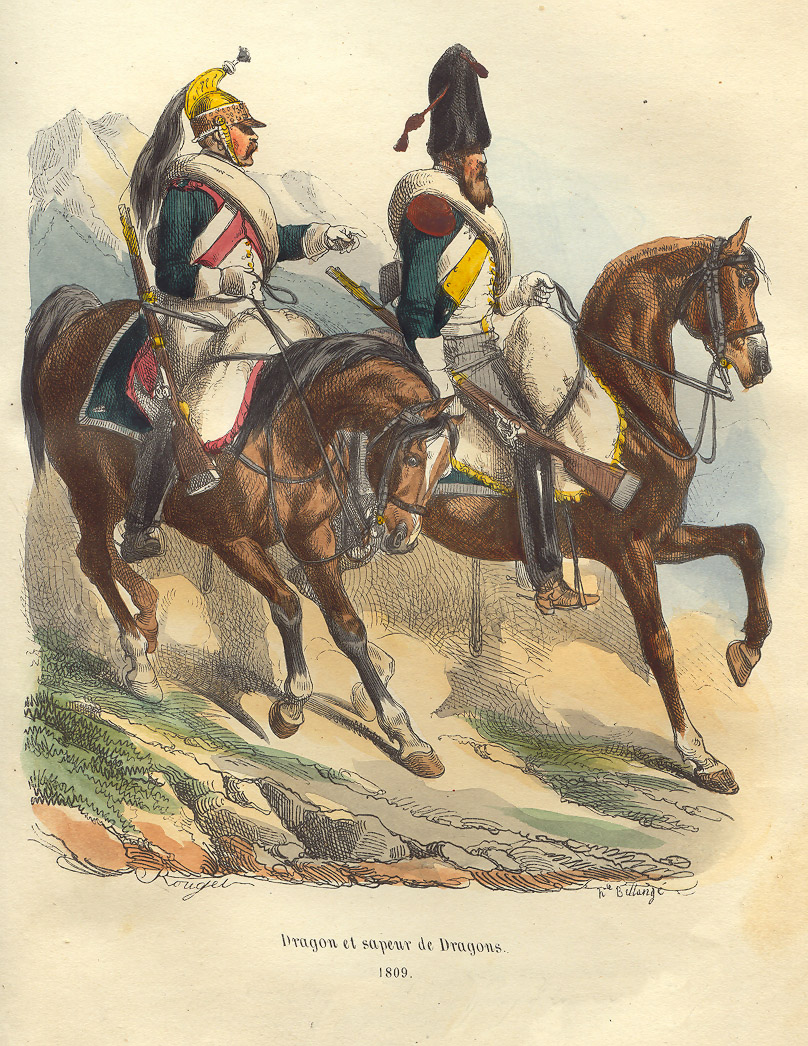
Dragon et sapeur de dragons en 1809, gravure de Bellangé illustrant l’Histoire de Napoléon de Laurent de l’Ardèche, 1843.

Uniformes
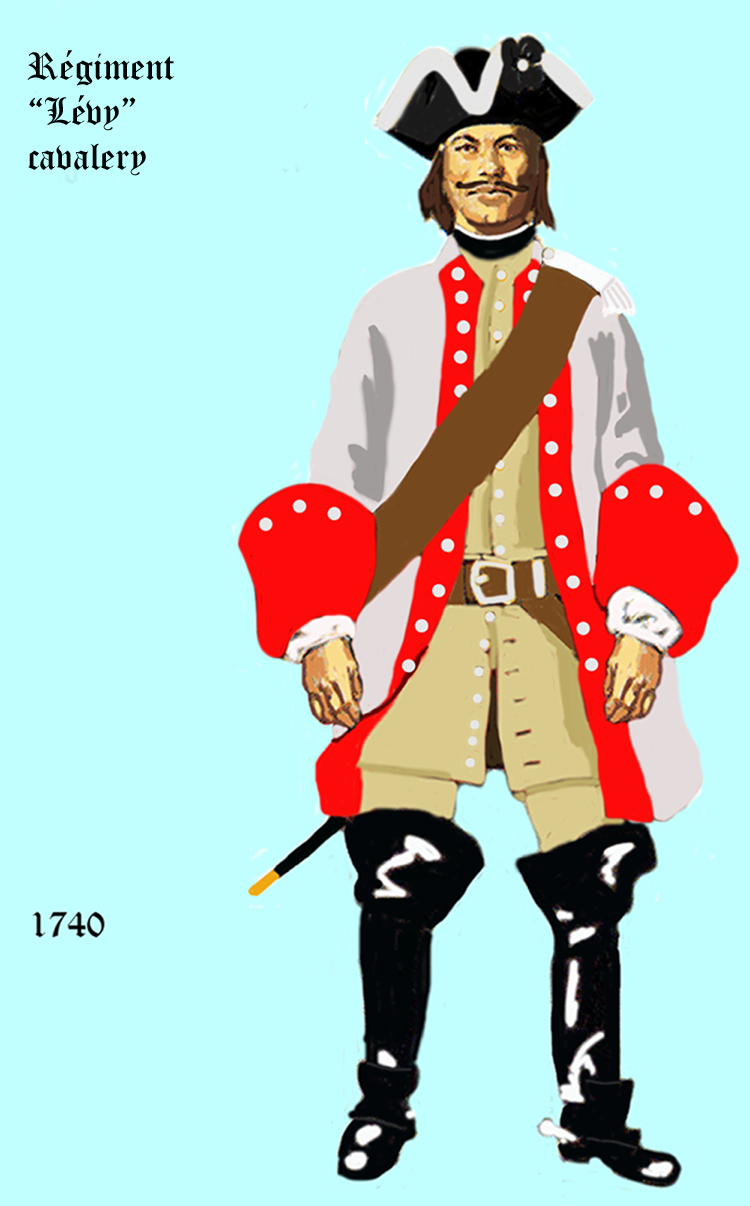
de 1740 à 1757
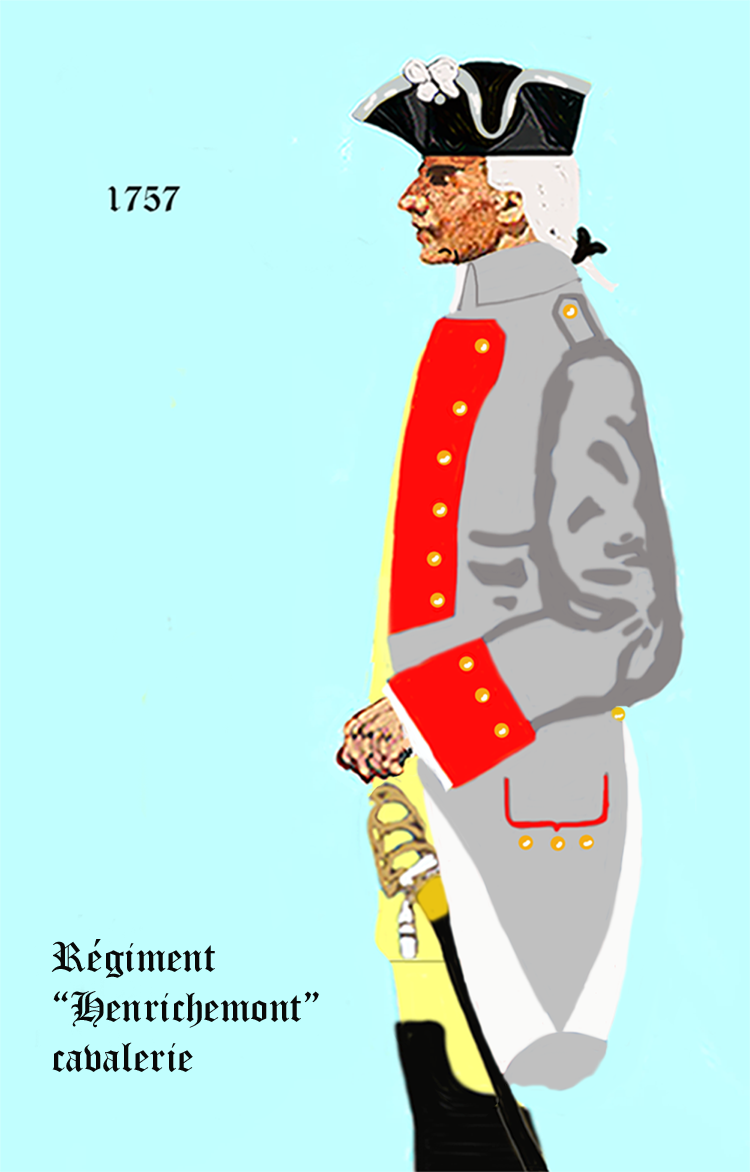
de 1757 à 1762
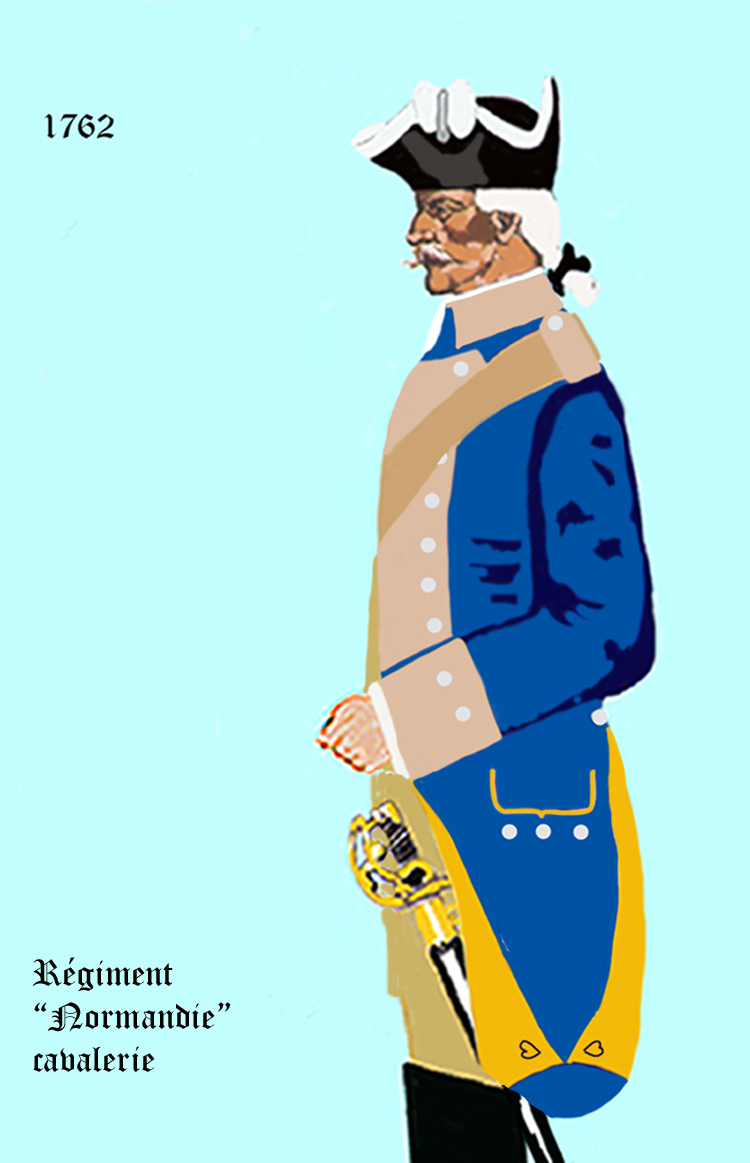
régiment Royal-Normandie cavalerie de 1762 à 1767

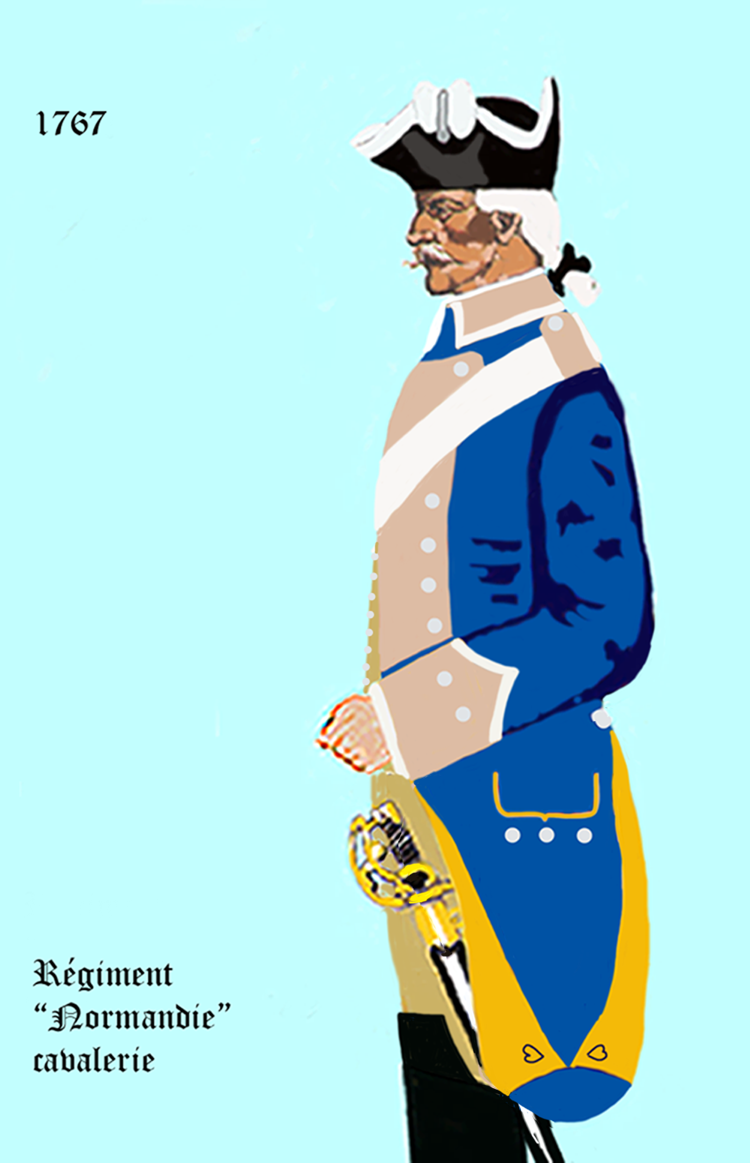
régiment Royal-Normandie cavalerie de 1767 à 1776
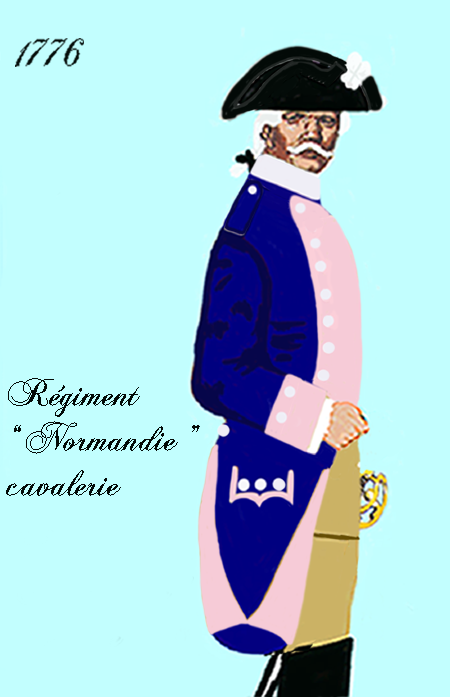
régiment Royal-Normandie cavalerie de 1776 à 1791
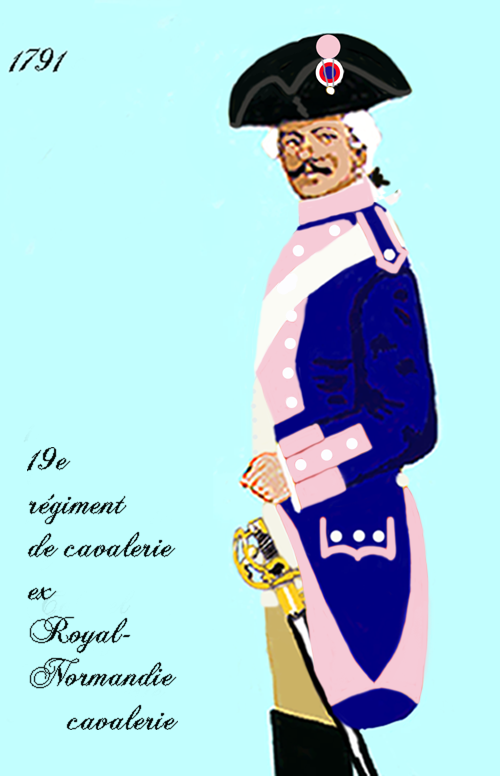
19e régiment de cavalerie de 1791 à 1792, puis 18e régiment de cavalerie

## Historique

### Mestres de camp et colonels

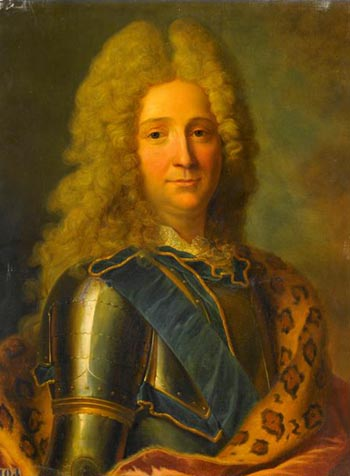
Victor Maurice de Broglie.

- 1er mars 1674 : Victor Maurice, comte de Broglie, brigadier le 12 mars 1675, maréchal de camp le 25 août 1676, lieutenant général le 24 août 1688, maréchal de France le 2 février 1724, † 4 août 1727
- mars 1676 : Charles Antoine de Lévis, marquis de Poligny, comte de Charlus, † 1719
- 30 décembre 1689 : Charles Eugène, marquis puis duc de Levis, fils du précédent, brigadier le 29 janvier 1702, maréchal de camp le 10 février 1704, lieutenant général le 18 février 1708, † 9 mai 1734
- 28 mars 1704 : N. de Bernières de La Vaupalière
- 1707 : N. du Bessay
- 1713 : N. de Novion
- 1717 : N. de Lévis, comte de Charlus
- 1723 : N., marquis de Lévis
- 27 février 1727 : François Charles de Lévis, comte de Châteaumorand, brigadier le 1er janvier 1740, maréchal de camp le 2 mai 1744, lieutenant général le 10 mai 1748, † 22 janvier 1751
- 8 juin 1744 : Louis Auguste de Chabot, vicomte de Rohan puis vicomte de Chabot, brigadier le 19 octobre 1746, déclaré maréchal de camp en janvier 1749 par brevet du 10 mai 1748, † 16 octobre 1753
- janvier 1749 : N. de Béthune-Sully, prince d’Henrichemont
- 1759 : Henri François de Monstron de Sauton, marquis d'Escouloubre
- 16 avril 1767 : Anne Emmanuel Ferdinand François, prince de Croï-Solre, maréchal de France en 1783, † 15 décembre 1803
- 1er janvier 1784 : Joseph Marie de Lorraine, prince de Vaudémont
- 3 mars 1785 : Élie Charles de Talleyrand-Périgord, prince de Chalais
- 25 juillet 1791 : Jacques François de La Chaise
- 25 février 1792 : Joseph François Régis Camille Serre de Gras
- 10 novembre 1793 : Archange Louis de Villaunay Rioult d’Avenay
- 21 novembre 1793 : Jacques Renard Belfort, † 18 janvier 1819
- 30 juillet 1794 : David Terreyre
- 20 novembre 1806 : Charles François Antoine Lallemand
- 14 octobre 1811 : Louis Charlemagne Prévost

### Campagnes et batailles
18e régiment de cavalerie
Le 18e régiment de cavalerie participe avec 3 escadrons à la répression des troupes révoltées dans l'Affaire de Nancy opération « décidée de guerre ».
Il a fait les campagnes de 1792 à 1794 à l’armée du Rhin.

Campagnes des ans IV et V à l’armée de Rhin-et-Moselle ; an VI aux armées d’Allemagne, d’Helvétie et d’Italie ; an VII à l’armée d’Italie ; ans VIII et IX aux armées de réserve et d’Italie.
27e régiment de dragons
Campagnes de l’an XIV au corps de réserve de cavalerie de la Grande Armée ; 1806 au 1er corps de cavalerie ; 1807 au corps de réserve de cavalerie ; 1808 à l’armée d’Espagne ; 1809 aux armées d’Espagne et d’Allemagne ; de 1810 à 1812 à l’armée d’Espagne ; 1813 aux armées d’Espagne et d’Allemagne ; 1814 au 6e corps de cavalerie.

## Personnalités ayant servi au sein du régiment
- Anne Jean Marie René Savary de 1790 à1797
- Archange Louis Rioult-Davenay

## Quartiers
- Gevigney et Mercey[3]. En 1695 et 1696, les registres paroissiaux font état du régiment dit "du Marquis de Levys" "en cartier à Gevigney". Apparaissent :
  - Jacques ARSONNET, Chirurgien Major, originaire d'Ile-de-France
  - Sieur DUCARNET, Capitaine de Compagnie dans le Régiment
  - Philippe du PARCQ, Maréchal des Logis de la Compagnie originaire de Lille
  - Benoit ROULLT Cavalier dans la même compagnie, originaire de Montpellier
  - Jean Baptiste TALLEY, Cavalier dans la même compagnie, originaire de "Nery en Bourbonnois"
- Jussey[2]
- 1785 Maubeuge
- 1787 Douai
- 1789 Toul